# G. Evelyn Hutchinson
George Evelyn Hutchinson (ur. 30 stycznia 1903 w Cambridge, zm. 17 maja 1991 w Londynie) – angielsko-amerykański (naturalizacja w 1941), przyrodnik o szerokich zainteresowaniach (m.in. limnologia, biogeochemia, paleontologia, radioekologia, ekologia systemowa i populacjologia), twórca koncepcji n-wymiarowej niszy ekologicznej („nisza Hutchinsona”) nazywany ojcem nowoczesnej limnologii i ekologii.

## Życiorys

### Dzieciństwo i młodość
Matka G.E. Hutchinsona, Evaline de domo Demezy, pochodziła z rodziny, którą założył około 1760 szlachcic Antonio Di Mezzi of Cocconato, który uciekł z Włoch do Anglii po zabiciu w pojedynku swojego politycznego przeciwnika. Była osobą o silnym charakterze i niezależnej osobowości, pisarką, feministką o kontrowersyjnych poglądach. Ojciec, Arthur Hutchinson, wykładał mineralogię w Pembroke College (Uniwersytet w Cambridge); interesował się m.in. krystalografią, silnie akcentował konieczność stosowania ścisłych zasad logiki i matematyki w pracy intelektualnej. Matka i ojciec uczyli syna w domu do piątego roku życia, a następnie jego nauczycielką była sąsiadka, która uczyła go angielskiej poezji i mitologii klasycznej. Wychowywał się też pod wpływem odwiedzających rodziców przedstawicieli intelektualnej elity Cambridge; gośćmi Hutchinsonów byli George Darwin (syn Karola Darwina) z żoną. Wuj, Arthur Shipley, znany zoolog z Christ’s College, rozbudził w nim zainteresowanie problemami rozprzestrzeniania się czarnej śmierci z udziałem szczurów śniadych i zależnościami międzygatunkowymi. W tym okresie życia Hutkinsona bardzo interesowały też owady wodne, obserwowane w naturze (m.in. Wicken Fen) i w domowym akwarium.

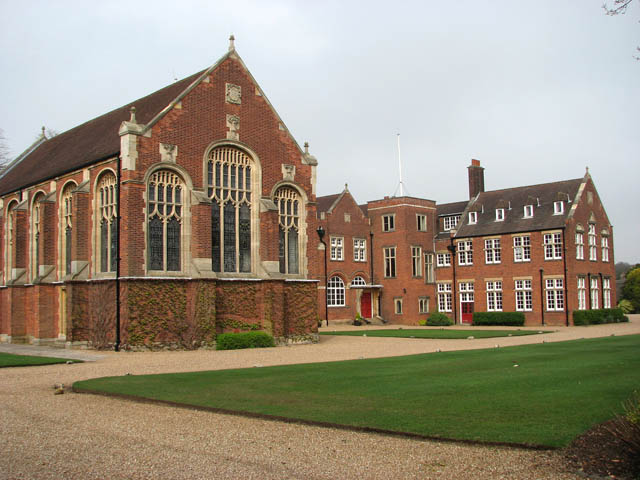
Gresham’s School w Holt (Norfolk)

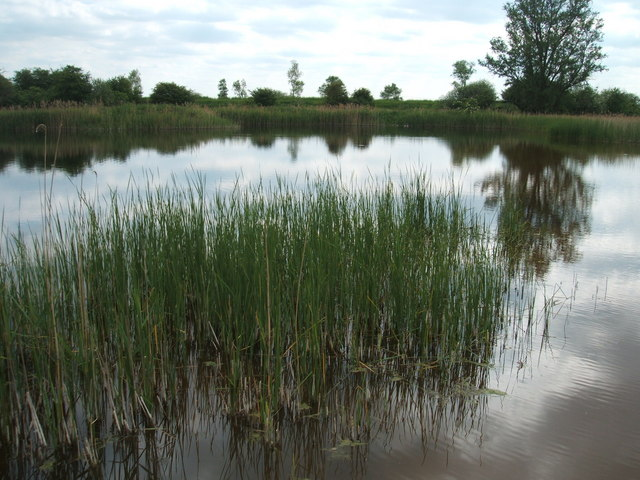
Wicken Fen – rejon badań botaników z University of Cambridge, m.in. Arthura Tansleya, twórcy pojęcia „ekosystem”

W następnych latach uczęszczał do prywatnej szkoły dla chłopców w Cambridge (Saint Faiths), w której zorganizował z kolegami „Cambridge Junior Natural History Society”, a następnie do Gresham’s School w Holt (Norfolk), szkoły o wysokim poziomie nauczania historii naturalnej i fizyki. W wieku 15 lat wydał pierwszą publikację: A swimming grasshopper (Entomological Record and Journal of Variation, 1918).
Na Uniwersytecie w Cambridge studiował zoologię,  m.in. u biochemików Fredericka Hopkinsa i Josepha Needhama, genetyka Johna B.S. Haldana (jednego z twórców biologii ewolucyjnej) i zoologa Georga Parkera Biddera.
W czasie studiów (1921–1925) wyróżniał się wszechstronnością zainteresowań i zdolności. Zdobył mocne podstawy matematyczne, fizyczne, geologiczne i biologiczne dla dalszych badań limnologicznych, jednak był bardziej zaangażowany w indywidualną naukę, studenckie wycieczki i dyskusje niż w regularne zajęcia. Był jednym z organizatorów „The Cambridge University Biological Tea Club”. W dyskusjach organizowanych w klubie (niekiedy z udziałem wykładowców) brali udział m.in. J.B.S. Haldane, studentka zoologii Grace Pickford – późniejsza specjalistka w dziedzinie endokrynologii i hematologii ryb, Gregory Bateson – zainteresowany naukami społecznymi i cybernetyką, późniejszy teoretyk orientacji systemowej w psychoterapii (twórca koncepcji podwójnego wiązania jako czynnika schizofrenogennego).

### Przebieg pracy zawodowej
Po ukończeniu z wyróżnieniem studiów I stopnia (1925) G.E. Hutchinson zrezygnował ze studiów doktoranckich. Korzystając ze Stypendium Rockefellera udał się do Stazione Zoologica w Neapolu, gdzie zamierzał przeprowadzić endokrynologiczne badania ośmiornic (nie ukończył ich z powodu zbyt małej liczby zwierząt doświadczalnych). W 1926 otrzymał stanowisko naukowo-dydaktyczne na University of the Witwatersrand w Johannesburgu. Swoją wiedzę w dziedzinie fizyki, chemii i geologii wykorzystał w czasie prowadzonych tam (wspólnie z Grace E. Pickford) badań limnologicznych.
W roku 1928 udał się do Stanów Zjednoczonych, gdzie został zatrudniony na Uniwersytecie Yale. Brał udział – jako biolog – w Yale North India Expedition (1932) do Kashmiru i Ladakh. Przez następne 30 lat badał jeziora na czterech kontynentach, m.in. jezioro Hula w Izraelu, Laguna Petenxil w Gwatemali, Lago di Monterosi we Włoszech. Wszechstronność jego zainteresowań początkowo nie była dobrze widziana, gdyż na Uniwersytecie Yale wysoko oceniano koncentrację na wąskich dziedzinach nauki, jednak otrzymał poparcie R.G. Harrisona, uznawanego za najbardziej wybitnego naukowca na tej uczelni.
Pracując zawodowo – od 1965 na stanowisku profesora, a od 1971 jako profesor emeritus – nigdy nie zrezygnował z szerokiego zakresu badań, tworząc szkołę naukową nowoczesnej ekologii; zainspirował  dziesiątki naukowców do pracy w tej dziedzinie, opierającej się na ścisłych matematycznych, chemicznych i fizycznych podstawach. W tym zespole w latach 30. XX wieku pracowali Gordon A. Riley, Edward S. Deevey, W. Thomas Edmondson i Maxwell J. Dunbar, którzy stworzyli później własne szkoły naukowe.

## Tematyka badań naukowych

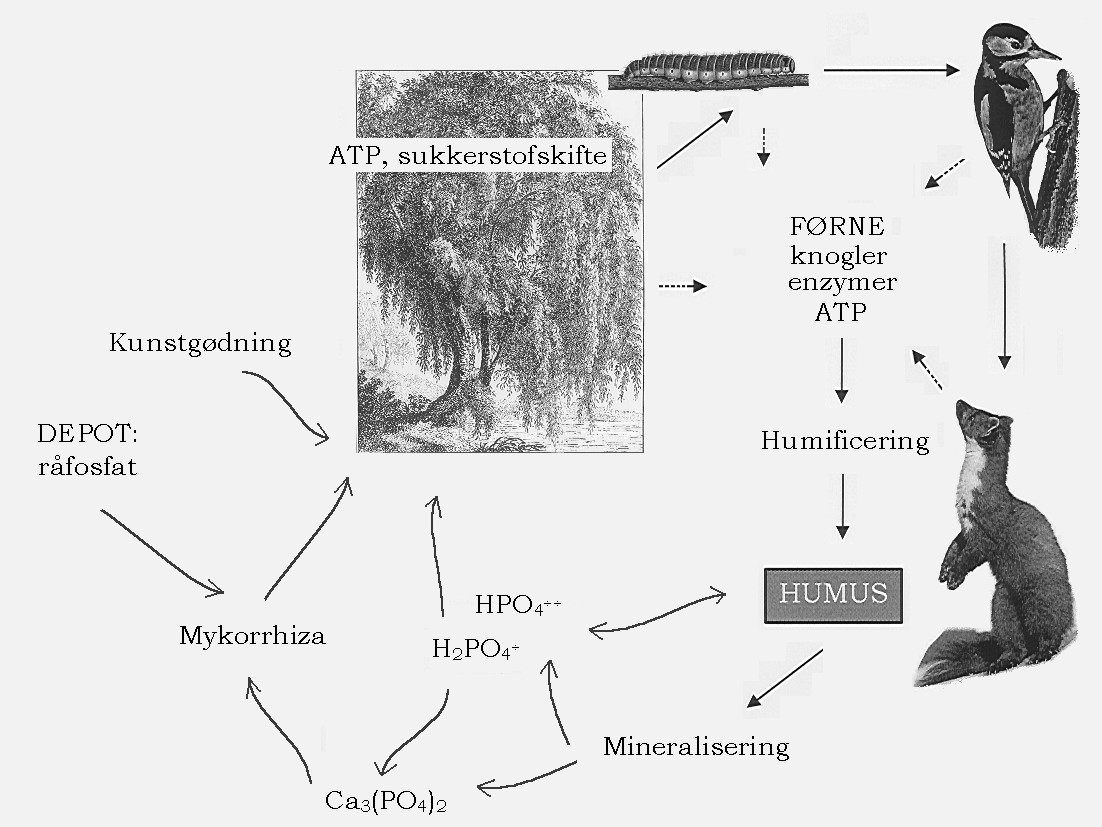
Obieg fosforu w przyrodzie
(zob. cykl biogeochemiczny)

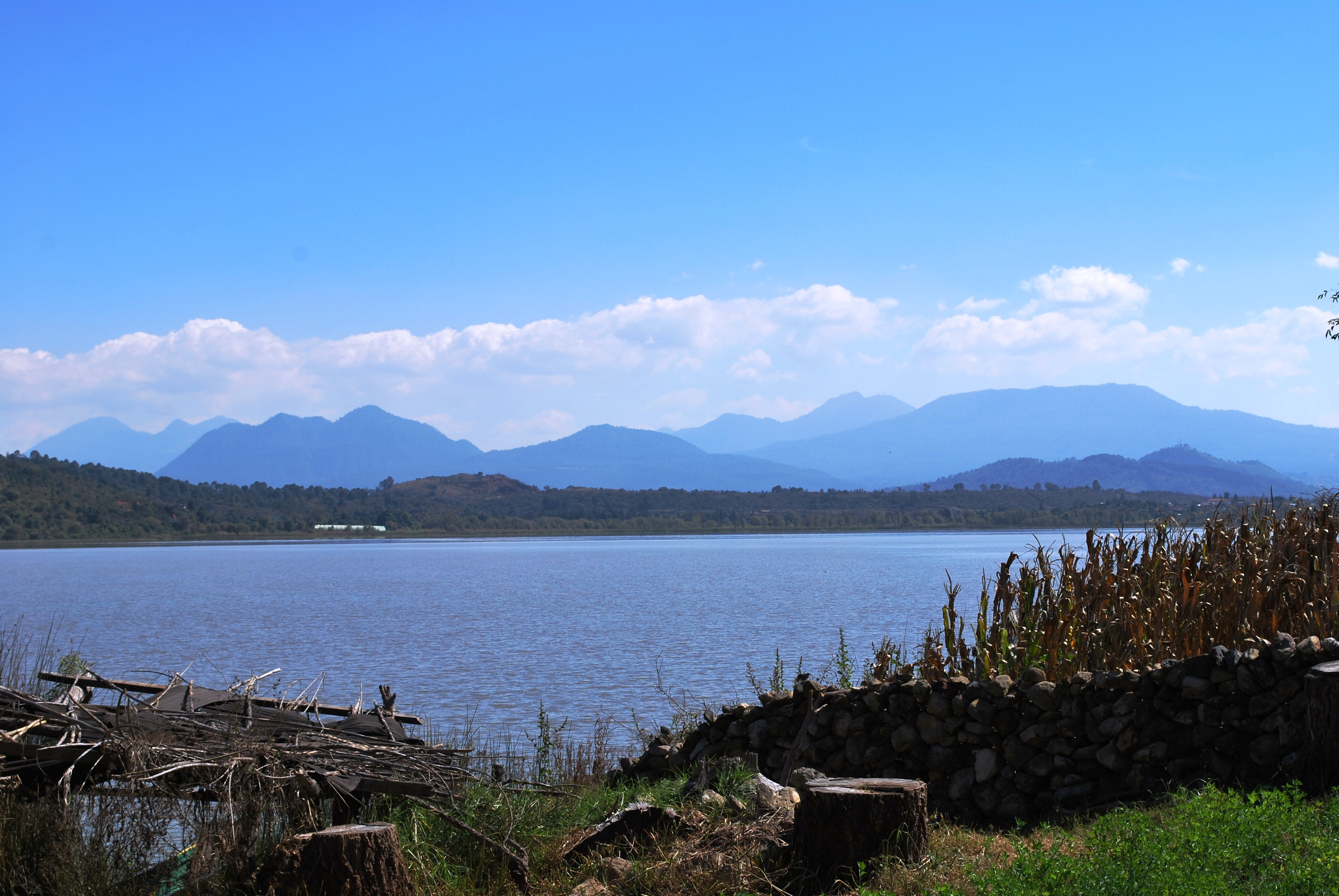
Pátzcuaro (jezioro) – jeden z obiektów badań sedymentacji (zob. też osady denne)

Schemat dwóch nisz ekologicznych o trzech wymiarach (czynniki X, Y i Z); symbole z dolnym indeksem d i g oznaczają minimalną i maksymalną wartość czynnika (dół i góra) – granice zakresu tolerancji

W czasie pobytu w Cambridge Hutchinson badał przede wszystkim kilka grup owadów wodnych, a zwłaszcza wioślakowate. Interesował się m.in. organami wytwarzającymi dźwięk (zob. strydulacja, bioakustyka).
Tematyka publikacji, które ukazały się w pierwszych latach pobytu na Uniwersytecie Yale, była bardzo zróżnicowana. Dotyczyły one m.in. taksonomii owadów wodnych, gruczołu skrzelowego ośmiornicy Octopus, limnologii jezior Południowej Afryki oraz południowoafrykańskich pazurnic, dowodów zmian klimatu w wysoko położonych jeziorach Tybetu lub wpływu niedoborów tlenu na produktywność ekosystemów wodnych.
Szeroki zakres problemów obejmowały również późniejsze prace szkoły Hutchinsona (w przeciwieństwie do Harrison’s Research School, skoncentrowanej na badaniach rozwoju salamandry). Pracujący pod opieką Hutchinsona studenci i naukowcy wspólnie tworzyli podstawy ekologii, opracowując np. zagadnienia biogeochemiczne lub badając poszczególne gatunki w ich środowisku, np. Willard Hartman – gąbki, Lawrence B. Slobodkin – Daphnia, Thomas F. Goreau – rafy koralowe, Peter Klopfer – kaczkowate (kaczki i gęsi), Alan Kohn – hawajski Conus (drapieżny ślimak morski), Robert MacArthur – ptaki, lasówki z Maine.
W latach 40. i 50. wiele prac dotyczyło biogeochemii. Były rozpoczęte pod wpływem idei rosyjskiego naukowca Włodzimierza Wiernadskiego (Владимир Иванович Вернадский), dotyczących biosfery i biochemii. Spośród licznych prac podjętych w tej dziedzinie przez zespół Hutchinsona najbardziej znana jest prawdopodobnie praca Howarda T. Oduma na temat biogeochemii strontu. Prace własne Hutchinsona dotyczyły  biogeochemicznych obiegów fosforu, azotu, węgla, glinu, witaminy B1 i dwutlenku węgla (była to prawdopodobnie pierwsza praca, w której wskazano problem atmosferycznego CO2). Z tego okresu pochodzą dwie popularne publikacje: On Living in the Biosphere i Circular Causal Systems in Ecology, dotyczące aktualnej wówczas tematyki interdyscyplinarnych debat, prowadzonych z udziałem m.in. Margaret Mead, G. Batesona, N. Wienera.
Za najbardziej doniosłe są uważane dokonania G.E. Hutchinsona w dziedzinie ekologii eksperymentalnej i matematycznej. Hutchinson ze współpracownikami (Robert MacArthur) kontynuował badania G.F. Gausego i R. Pearla, dotyczące logistycznego wzrostu liczebność populacji. Uznawał te proste modele matematyczne, odnoszące się do populacji, oraz proste modele międzygatunkowych zależności (np. równanie Lotki-Volterry) za ważny etap budowy modeli układów bardziej złożonych, ekosystemów wielogatunkowych w zmiennych naturalnych warunkach. Efektem badań zespołu Hutchinsona było wprowadzenie pojęcia n-wymiarowej niszy ekologicznej. Stanowiła ona podstawę matematycznego modelowania ekosystemów przez kolejne dziesięciolecia.

## Publikacje
Bibliografia G.E. Hutchinsona, opublikowana przez Royal Society, zawiera 328 pozycji. Wybór publikacji dokonany przez Soil & Water Conservation Society of Metro Halifax (SWCSMH) obejmuje:

- 1918 – A swimming grasshopper. Entomological Record and Journal of Variation. 30:138.
- 1928 – The branchial gland of the Cephalopoda – a possible endocrine organ. Nature. 121:674–675.
- 1932 – A contribution to the hydrobiology of pans and other inland waters of South Africa. Arch. Hydrobiol. 24:1–154. (wsp.: G.E. Pickford, and J.F.M. Schuurman)
- 1932 – Experimental studies in ecology. I. The magnesium tolerance of Daphnüdae and its ecological significance. Int. Rev. ges. Hydrobiol. 28:90–108.
- 1936 – The clear mirror. A pattern of life in Goa and in Indian Tibet. Cambridge Univ. Press. 191p.
- 1937 – Limnological studies in Indian Tibet. Int. Rev, ges. Hydrobiol. 35:134–177.
- 1937 – A contribution to the limnology of arid regions. Trans. Conn. Acad. Arts Sci. 33:47–132.
- 1938 – Chemical stratification and lake morphology. Proc. Nat. Acad. Sci. USA. 24:63–69.
- 1938 – On the relation between the oxygen deficit and the productivity and typology of lakes. Int. Rev. ges. Hydrobiol. 36:336–355.
- 1939 – Ecological observations on the fishes of Kashmir and Indian Tibet. Ecol. Monogr. 9:142–182.
- 1939 – The oxidation-reduction potentials of lake waters and their ecological significance. Proc. Nat. Acad. Sci. US. 25:87–90 (wsp. G.E., E.S. Deevey and A. Wollack)
- 1940 – Studies on Connecticut lake sediments. II. Chemical analyses of a core from Linsley Pond, North Branford. Amer. J. Sci. 238:493–517 (wsp. A. Wollack)
- 1941 – Limnological studies in Connecticut. IV. Mechanism of intermediary metabolism in stratified lakes. Ecol. Monogr. 11:21–60.
- 1943 – Marginalia. American Scientist. 31:270.
- 1943 – Thiamin in lake waters and aquatic organisms. Arch. Biochem. 2:143–150.
- 1944 – Limnological studies in Connecticut. VII. A critical examination of the supposed relationship between phytoplankton periodicity and chemical changes in lake waters. Ecology. 25:3–26.
- 1946 – Limnological studies in Connecticut. VIII. The niacin cycle in a small inland lake. Ecology. 27:13–22 (wsp. J.K. Setlow)
- 1947 – A direct demonstration of the phosphorus cycle in a small lake. Proc. Nat. Acad. Sci. US. 33:148–153 (wsp. V.T. Bowen)
- 1950 – Limnological studies of Connecticut. IX. A quantitative radio-chemical study of the phosphorus cycle in Linsley Pond. Ecology. 31:194–203.
- 1951 – Copepodology for the ornithologist. Ecology. 32:571–577.
- 1953 – The concept of pattern in ecology. Proc. Acad. Natur. Sci. Phila. 105:1–12.
- 1953 – The itinerant ivory tower. Yale University Press.
- 1956 – Sediments of Lake Patzcuaro, Michoacán, Mexico. Bull. Geol. Soc. Amer. 67:1491–1504 (wsp. R. Patrick, E.S. Deevey)
- 1957 – A treatise on limnology, v. 1. Geography, Physics and Chemistry. Wiley. 1015p.
- 1957 – Concluding remarks – Cold Spring Harbor Symposia on Quantitative Biology. 22:415–427. Reprinted in 1991: Classics in Theoretical Biology. Bull. of Math. Biol. 53:193–213.
- 1959 – Homage to Santa Rosalia or Why are there so many kinds of animals? Amer. Nat. 93:145–159.
- 1959 – Il concetto moderno di niccia ecologica. Mem. Ist. Ital. Idrobiol. 11:9–22.
- 1961 – The paradox of the plankton. Amer. Nat. 95:137–140.
- 1962 – The enchanted voyage and other studies. Yale University Press.
- 1963 – Chemical examination of a core from Lake Zeribar, Iran. Science. 140:67–69 (wsp. U.M. Cowgill)
- 1965 – The ecological theater and the evolutionary play. Yale University Press. 139p.
- 1967 – A treatise on limnology, v. 2. Introduction to lake biology and the limnoplankton. Wiley. 1048p.
- 1970 – (ed.) Ianula: An account of the history and development of the Lago di Monterosi, Latium, Italy. Trans. Amer. Philos. Soc. 60(4):178p.
- 1973 –  Sodium dynamics in a northern ecosystem. Proc. Nat. Acad. Sci. USA. 70:2745–2748 (wsp. D.B. Botkin, P.A. Jordan, A.S. Dominski, H.S. Lowendorf)
- 1975 – A treatise on limnology, v. 3. Limnological Botany. Wiley. 660p.
- 1978 – An introduction to population ecology. Yale University Press.
- 1979 – The kindly fruits of the earth. Recollections of an embryo ecologist. Yale University Press.
- 1987 – The ecological niche. Physiology and Ecology Japan. 24:s03–s07.
- 1987 – Keep walking – the lecture for the Kyoto Prize 1986. Physiology and Ecology Japan. 24:s81–s87.
- 1993 – A treatise on limnology, v. 4. The Zoobenthos. Wiley. 964p.

## Stowarzyszenia naukowe
G.E. Hutchinson należał do:

- American Academy of Arts and Sciences
- American Association for the Advancement of Science
- American Philosophical Society
- American Society of Naturalists (1958 – president)
- American Society of Zoologists
- British Ecological Society
- Connecticut Academy of Arts and Sciences (1946 – president)
- Ecological Society of America
- Elizabethan Club
- International Association for Theoretical and Applied Limnology (1962–1968 – president)
- Limnological Society of America (1947–1948 – president),
- Linnean Society of London
- National Academy of Sciences, USA
- The Royal Entomological Society
- The Royal Society (Foreign Member)

## Nagrody, wyróżnienia, upamiętnienie
Hutchinson został trwale upamiętniony m.in. poprzez nazwanie niszy n-wymiarowej „niszą hutchinsonowską” oraz nadanie jego imienia co najmniej 25 taksonom.
Formalnym dowodem uznania dla osiągnięć G.E. Hutchinsona są następujące nagrody i wyróżnienia:
- tytuł Fellow of the Royal Society
- 1955 – Leidy Medal, Philadelphia Academy of Natural Sciences,
- 1959 – Naumann Medal, International Association of Theoretical and Applied Limnology,
- 1962 – Eminent Ecologist Award, Ecological Society of America,
- 1974 – Tyler Award,
- 1974 – Frederick Garner Cottrell Award for Environmental Quality, National Academy of Sciences, USA,
- 1979 – Benjamin Franklin Medal, Franklin Institute (1979),
- 1984 – Daniel Giraud Elliot Medal, National Academy of Sciences,
- 1986 – Nagroda Kioto w dziedzinie nauk podstawowych[14]
- 1991 (pośmiertnie) – National Medal of Science,

G. Evelyn Hutchinson jest nazywany „ojcem nowoczesnej limnologii” i nowoczesnej ekologii, „współczesnym Darwinem”. Określenia te padały w czasie uroczystego sympozjum zorganizowanego na Uniwersytecie Yale z okazji 100-lecia jego urodzin. Uważa się, że dzięki kontynuacji jego prac ekologia przestała być działem klasycznej opisowej historii naturalnej, a stała się nauką ścisłą, umożliwiającą przewidywanie zmian struktury ekosystemów.
W czasie jubileuszowego sympozjum Sharon Kingsland z Johns Hopkins University (Dep. History of Science and Technology), autorka m.in. książki Modeling Nature i publikacji The Beauty of the World: Evelyn Hutchinson's Vision of Science (w: The Art of Ecology: Writings of G. Evelyn Hutchinson (Yale University Press, 2010), powiedziała m.in.:

Hutchinson felt that the enjoyment of beauty in science brought great value to life.

## Życie prywatne
G.E. Hutchinson miał młodsze rodzeństwo, brata – Lesliego i siostrę – Dorotheę Hutchinson, która również ukończyła Cambridge University; pozostała w Cambridge, pracując w psychiatrycznej opiece społecznej.
Był żonaty trzykrotnie. Po raz pierwszy ożenił się w roku 1933 z Grace Pickford, swoją koleżanką z okresu studiów w Cambridge, z którą wspólnie prowadził badania w Afryce Południowej, a później na Uniwersytecie Yale.
Drugie małżeństwo zawarł z Margaret z domu Seal w roku 1933; druga żona zmarła w roku 1983, po długotrwałej chorobie (choroba Alzheimera). W roku 1985 poślubił Anne Twitty Goldsby. Po jej przedwczesnej śmierci w grudniu 1990 roku wrócił do Anglii. Zmarł w maju następnego roku.